# 선사 시대

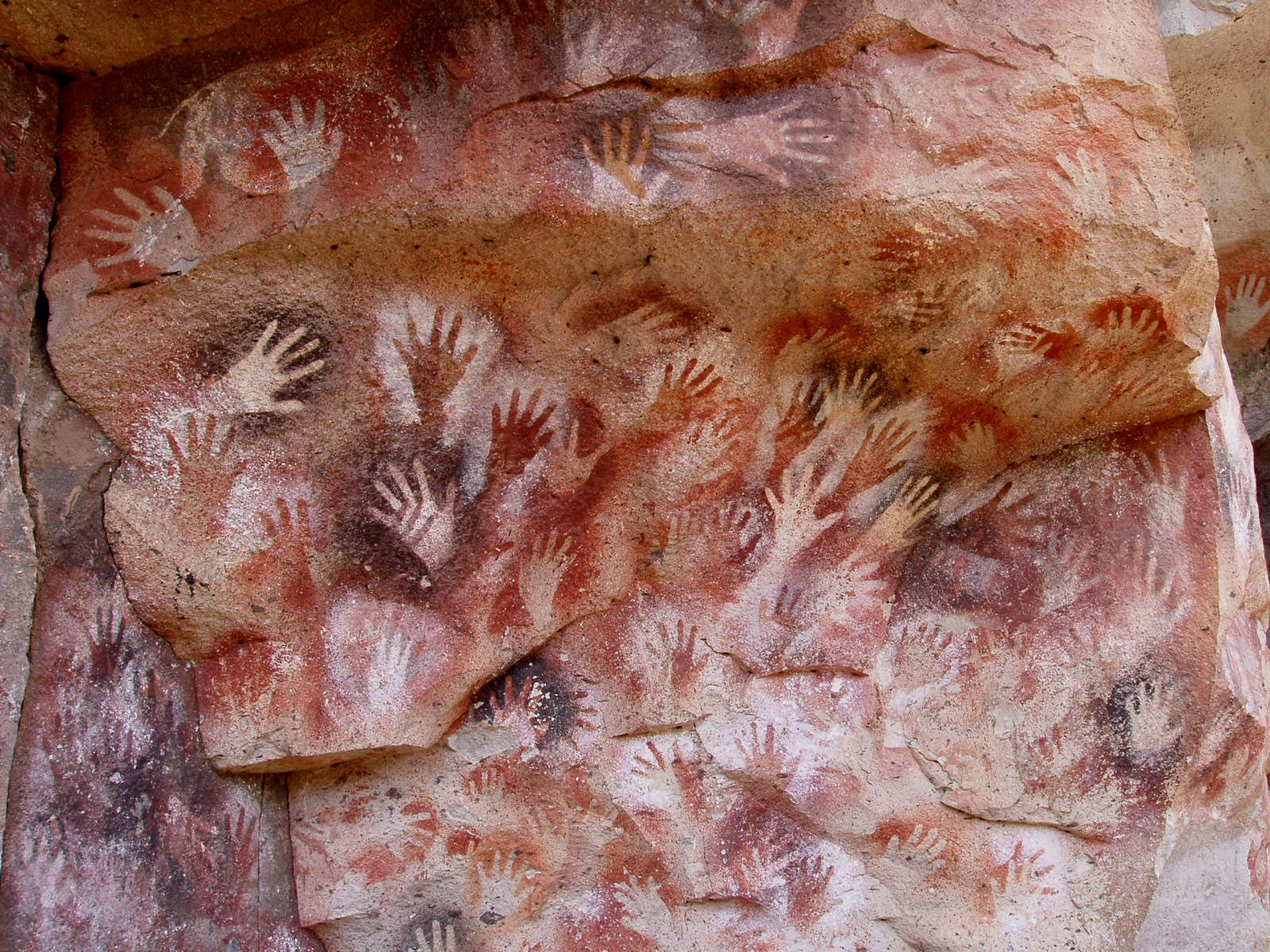
리오 핀투라스 암각화에 그려진 손들. 1만년 전의 사람들이 자신의 손을 벽에 대고 물감을 뿜어 그렸다.

선사 시대(先史時代, prehistory or pre-literary history)는 세계사에서 기록으로 남겨진 역사가 없는 시기이다. 침팬지와 인간의 마지막 공통 조상에서 사람속이 분기된 것은 길게는 1,300 만년 전에서 짧게는 4백만 년 전 사이의 일이므로 선사 시대의 시작 역시 넓게 보면 이때를 기점으로 볼 수 있지만, 실제 선사 시대 연구는 인류의 석기 사용이 일반화 된 약 250만년 전의 구석기 시대부터 다룬다. 이후 중석기 시대, 신석기 시대, 동기 시대, 청동기 시대, 철기 시대 등을 거치며 발전하던 선사 시대는 문자와 기록의 등장과 함께 역사 시대로 전환된다.
선사 시대는 남겨진 기록이 없기 때문에 남겨진 유적과 유물을 통한 선사고고학 연구로 당시 생활 모습을 재구성할 수 밖에 없다. 일반적으로 선사 시대의 시대 구분은 그 시기 대표적 도구의 재질에 따른 것으로 덴마크의 고고학자 크리스티안 위르겐센 톰센이 석기-청동기-철기로 구분한 세 시대 체계에서 비롯되었다. 톰슨의 3단계 구분은 이후 보다 세부적인 구분이 추가되었고, 도구 이외에도 유적과 유물로 추정되는 사회의 단계나 문화 등에 따른 구분이 있다.
전세계를 놓고 보았을 때 각 지역에서 선사 시대의 발달과 전개는 일률적이지 않다.:16-19 어느 지역은 보다 이른 시기에 새로운 도구가 도입되는 동안 다른 지역은 여전히 옛 방식의 도구를 사용하기도 하였고. 어떤 도구는 몇몇 지역에서만 사용되기도 하였다. 따라서 선사 시대의 진행은 지역마다 독특한 양상을 보인다. 예를 들어 아메리카의 마야 문명은 유럽인의 도래 시점에서도 여전히 철제 도구를 사용하지 않았지만 이미 자신들의 기록을 남기며 역사 시대에 들어서 있었고, 동남아시아와 태평양 지역의 많은 문화들은 19세기 말에 이르기까지도 기록을 남기지 않았다. 한편, 철기는 오늘날에도 중요한 도구이지만 역사학과 고고학에서 다루는 철기 시대는 기록이 남겨지기 이전의 시기만을 말한다. 보다 빠르게 역사 기록을 남긴 문화가 이웃한 지역의 기록을 남기면 해당 지역은 스스로 기록한 역사는 없더라도 이웃한  문명의 기록에 역사를 남기게 된다. 이렇게 선사 시대와 역사 시대의 사이에서 기록이 남는 시대를 원사 시대라고 한다. 한국사에서는 종종 상고 시대라는 용어를 사용한다. 한국의 대표적인 상고 시대 국가로 고조선이 있다.
250만 년의 기간 가운데 대부분은 사실 구석기 시대이다. 이 기간 동안 인류는 여러 차례의 빙기와 간빙기를 겪었고 사람속의 여러 고인류들이 사라지는 가운데 현생 인류인 호모 사피엔스만이 살아남는 인류의 진화를 거쳤다. 이 때문에 선사 시대의 연구에는 인간 스스로의 활동 이외에도 지질학적 배경과 빙기와 간빙기를 아우르는 기후 변화에 대한 이해가 필요하다. 고고지질학은 지질학적 분석을 바탕으로 유물의 형성 시기와 당시의 자연환경을 알 수 있게 하고 고기후학은 발견된 유물과 유적이 사용된 당시의 기후와 식생을 분석함으로써 보다 풍부한 정보를 제공한다. 이 외에도 선사 시대의 생활을 종합적으로 파악하기 위해서는 건축학, 야금학, 미술사, 심리학, 병리학, 영양학, 종교학과 같은 많은 관련 학문의 협력이 필요하다.

## 시대 구분

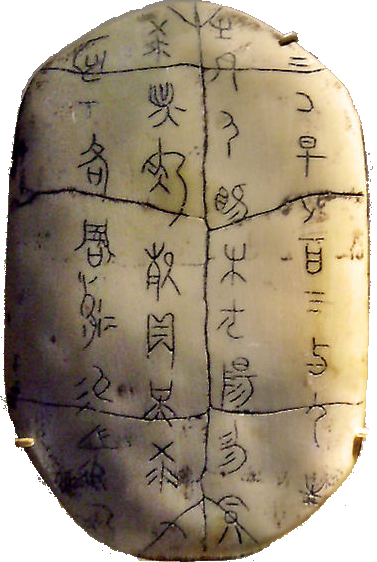
갑골문이 새겨진 거북이 등딱지 등은 한동안 약재로 취급되었다.

선사 시대의 유물과 유적은 꽤 오래전부터 발견되고 있었지만 이를 인류 역사의 일부로 받아들이고 학문으로 정립한 역사는 그리 길지 않다. 중국에서는 이미 송나라 시기 오래된 청동기를 골동품으로 취급하고 있었으나 역사적 접근이 있지는 않았고 은허에서 발견된 갑골문이 새겨진 뼈조각들은 암암리에 발굴되어 약재로 팔려 나갔지만 이 역시 고고학적 접근이 있지는 않았다. 한국의 경우도 조선 시대에 이미 간돌도끼가 발견되었으나 신비한 물건으로만 취급하였다. 고대 및 선사 시대의 유물에 대한 학문적 관심은 근대 유럽에서 시작되었다. 유럽의 경우도 초기의 고고학은 사실상 세계적인 유물 약탈에 불과하였지만 19세기에 이르러 시대 구분의 기준을 마련하고 점차 역사 이전의 과거를 탐구하는 학문으로 정립되었다.
기록 이전의 역사라는 의미에서 "선사 시대"라는 용어가 처음 쓰인 것은 1836년 영국의 정치 저널이었던 《쿼터리 리뷰》이다. 1820년대 크리스티안 위르겐센 톰센은 선사 시대를 사용된 도구의 종류에 따라 석기-청동기-철기의 세 단계로 나눈 세 시대 체계를 제안하였다. 1865년 존 러벅이 석기의 제작 방식에 따라 구석기 시대와 신석기 시대를 구분하였고, 구석기와 신석기 시대 사이에 다시 중석기 시대의 구분이 세워졌다. 청동기 시대 이전에 일부 지역에서 구리만을 사용한 동기 시대가 있었음이 확인 됨에 따라 선사 시대의 시대 구분은 보다 복잡하게 재편되었다.
근대 학문의 대부분이 유럽을 중심으로 구성되던 근현대 시기, 세계의 역사 역시 유럽 중심의 시각 속에서 일률적인 발전의 사다리를 거치는 것으로 묘사되었다. 즉, 인류는 구석기 시대에서 시작하여 신석기와 청동기를 거치며 발전하다가 국가를 수립하고 문명을 이루었다고 설명되었다. 따라서 근대에 도달한 유럽의 입장에서 이에 미치지 못한 다른 지역은 "야만"으로 비추어졌다. 유럽의 역사 인식은 오랫 동안 낮은 단계에서 높은 단계의 사회로 진화한다는 사회진화론적 시각을 보였으며 이는 기독교적인 세계관뿐만 아니라 마르크스주의와 같은 유물론적 세계관에 이르기까지 유럽 중심 시각의 공통된 목적론적 세계관에 의한 것이다. 그러나 세계 여러 지역의 역사에 대한 이해가 깊어지면서 이러한 획일적인 단계론은 많은 비판을 받게 되었다.
자칫 일률적 단계론으로 파악되기 쉬운 선사 시대의 전개는 지역에 따라 시기와 종류를 달리하며 큰 편차를 보인다. 선사 시대는 대략 250만 년 전 인류가 구석기를 사용할 때부터 시작되어 문자로 기록을 남긴 역사 시대가 시작되며 끝을 맺지만, 고대 이집트가 이미 기원전 3100년 무렵 문자로 기록을 남긴 반면 뉴기니는 19세기 말까지도 문자 기록이 없었다. 한편 북아메리카의 경우 이미 1만년 전에 구리로 된 화살촉을 제작하였음에도 청동기의 제작은 극히 드물고 아메리카의 여러 지역은 역사 시대에 들어서도 철기 도구를 사용하지 않았다. 선사 시대의 전개와 발달은 각 지역별로 저마다 다양한 상황에 따라 이루어졌다. 이러한 차이는 해당 지역의 지질학적 특징에서 부터 다른 대체할 자원의 유무, 그 지역 사람들의 문화적 특성에 이르기까지 복잡한 원인을 지니고 있다. 한국의 역사에서 청동기는 한반도 북부와 요령 지방을 중심으로 발견되고 한반도 남부에서는 많지 않기 때문에 청동기 시대의 구분은 청동기 자체보다는 토기의 발전 양상을 기준으로 한다.
여기서는 이러한 시대 구분의 난점을 염두에 두고 선사 시대를 대략 구석기 시대, 중석기 시대, 신석기 시대, 동기 시대, 청동기 시대, 철기 시대 등으로 구분하고자 한다. 앞서 서술한 바와 같이 지역에 따라 어떤 곳은 특정한 시기가 없기도 하고 그곳 만의 독특한 별도의 문화가 형성되기도 하였다. 예를 들어 일본의 경우 조몬 시대는 대체적으로 신석기 시대에 야요이 시대는 청동기 시대에 해당하지만 그것이 정확히 일치한다고 보기는 어렵기 때문에 토기의 특징을 기준으로 이와 같은 별도의 시대 구분을 사용하고 있다. 한편 문자와 국가의 성립이 빨랐던 중국의 경우 하나라, 은나라는 청동기 시대에 해당하지만 이미 역사 기록이 남아 있는 역사 시대이기도 하다.

## 지질학, 기후학 및 인류학적 배경
| 인류 역사의 구분  |             |           |           |
| 홀 로 세          | 역사 시대   | 역사 시대 | 역사 시대 |
| 홀 로 세          | 철기 시대   |           |           |
| 홀 로 세          | 청동기 시대 |           |           |
| 홀 로 세          | 동기 시대   |           |           |
| 홀 로 세          | 신석기 시대 |           |           |
| 홀 로 세          | 중석기 시대 |           |           |
| 플 라 이 스 토 세 | 후기 구석기 |           |           |
| 플 라 이 스 토 세 | 중기 구석기 |           |           |
| 플 라 이 스 토 세 | 전기 구석기 |           |           |
| 플 라 이 스 토 세 | 구석기 시대 |           |           |
| 플 라 이 스 토 세 | 석기 시대   |           |           |

지질 시대는 층층이 쌓인 지층의 특징을 정의한 층서를 통해 시대를 구분한다. 예를 들어 백악기까지 지구 위를 거닐었던 공룡 화석은 K-T 대멸종 이후 자취를 감추었고 그 뒤의 지층에서는 포유류의 화석이 두드러진다. 이로서 중생대와 신생대의 제3기가 구분된다. 인류의 등장 역시 이러한 지질학적 시대 구분 속에 포함된다. 고인류를 포함한 사람속의 인류는 약 600만 년 전인 플라이오세 - 플라이스토세 이후 화석으로 등장하며 약 260만년 전인 제3기와 제4기의 경계층 이후로 각종 구석기 유물들이 발견되고 있다. 제4기는 플라이스토세와 홀로세로 구분된다. 제3기 플라이오세에서 현재의 홀로세까지를 인류세라고 부르기도 한다.
지구 탄생 이후 계속된 판구조 운동의 결과로 대륙과 해양의 경계는 끊임없이 변화하였다. 백악기까지도 현재의 모습과는 많이 달랐던 각 대륙들의 위치는 제3기 말이 되면 현재의 모습과 거의 같은 모양으로 자리잡았다. 그러나 남북 아메리카, 유럽과 아프리카 및 아시아 등은 여전히 바다로 분리되어 따듯한 해류가 지구 전체를 순환할 수 있었기 때문에 빙하가 형성된 곳은 없었다.
제4기에 들어 인도아대륙이 아시아와 결합하며 히말라야산맥이 형성되었고, 북아메리카와 유라시아로 둘러싸여 사실상 내해가 된 북극해는 다른 해양과 열순환이 줄어들면서 약 365만~350만년 전부터 해빙이 발달하기 시작하였고 플리오세에 대륙 빙상이 발달하는 기반이 되었다. 한편 남극 대륙은 에오세에서 올리고세의 사이인 3천3백90만년 전에 남아메리카와 분리되어 드레이크 해협이 형성되었으며 이로 인해 남극순환류가 형성되어 주변의 바다로부터 남극해를 격리시켜 남극의 빙상형성을 촉발하였다. 약 260만년전 남북 아메리카가 연결되며 형성된 파나마 지협으로 대서양과 태평양이 완전히 분리되어 북대서양 열염순환이 강화되었고 이는 북극권 빙상의 발달을 촉진시켰다. 지구의 기온 하강과 함께 조산 운동으로 발달한 고산 지대와 극지방을 비롯한 고위도 지역은 빙상으로 뒤덮여 제4기 빙하기가 시작되었다.
이렇게 시작된 제4기 빙하기는 빙기와 간빙기를 반복하며 지구 전체의 기후 변화를 가져와 인류를 포함한 모든 생물의 생활에 영향을 주었다. 현재는 지질학적으로 보았을 때 약 1만년전 끝난 최종빙기 이후의 간빙기이다. 약 2만9천년 - 2만1천년 전 무렵인 최종 빙기 극대기의 해수면은 오늘날보다 134 m 정도 낮아 유럽 북해의 상당 지역과 동아시아의 황해, 동남아시아의 인도네시아와 말레이시아 지역의 섬들 등은 육지였다. 이후 간빙기에 들어서면서 해수면이 상승하기 시작하면서 오늘날의 모습을 갖추게 되었다. 빙기와 간빙기가 반복되는 기후 변화는 식생의 분포를 바꾸었고 인류는 기후 변화에 따라 바뀌는 초원의 대형 초식 동물을 쫓아 이주를 계속하는 한편, 빙기의 추위에 적응하면서 생활하였다.
동아프리카에서 시작된 것으로 추정되는 현생 인류는 이 과정에서 유라시아 전역으로 이주하였고 약 1만 5천년 전 무렵 인류의 일부가 당시는 육지로 연결되었던 베링 해협을 건너 아메리카로 이주하였고 이들은 캐나다에서 남아메리카 끝에 이르는 길고 긴 거리를 종주하며 아메리카 각지에 정착하였다.

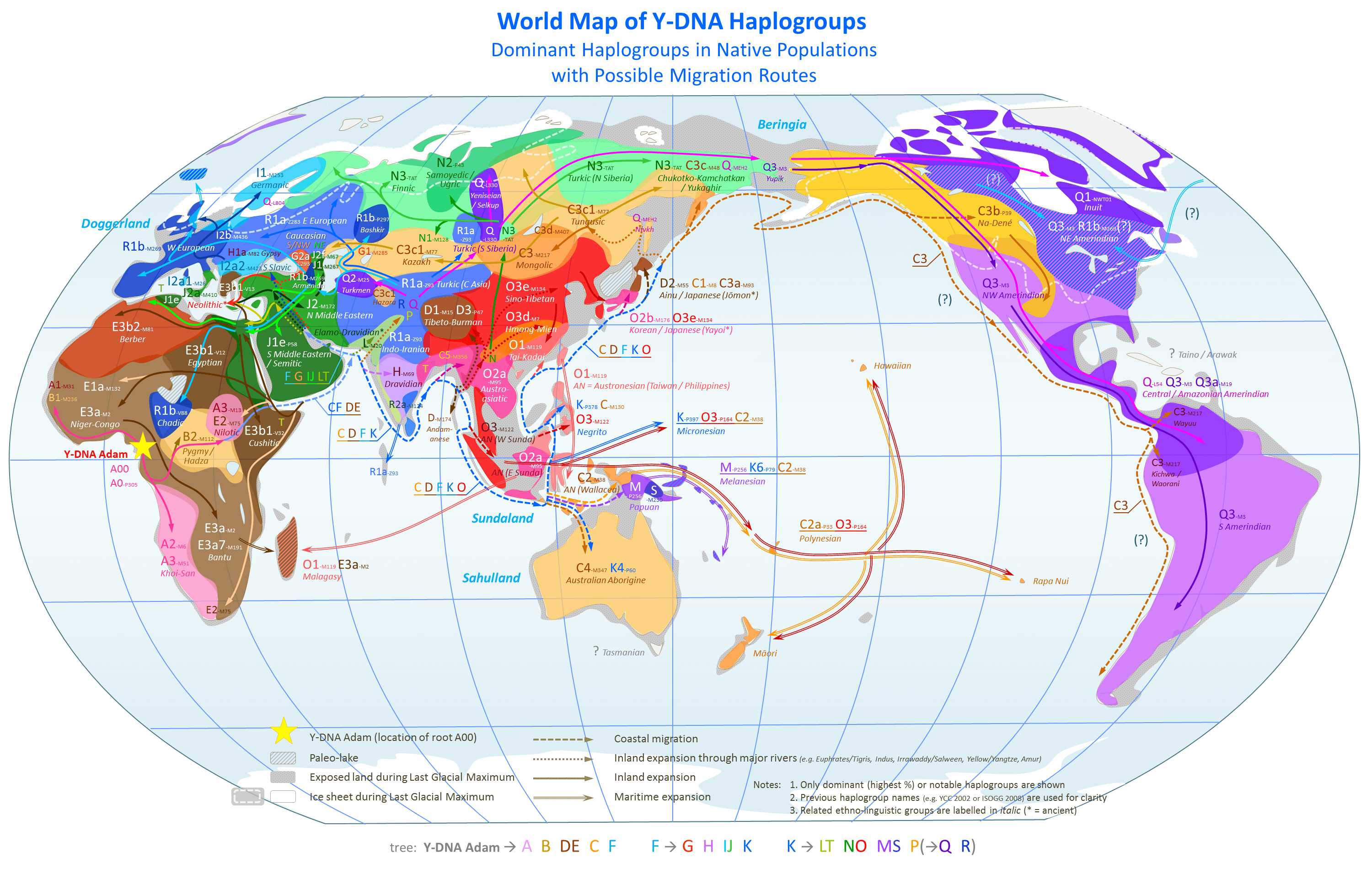
인류 Y-염색체 DNA 하플로그룹 분석에 따른 인류의 이주 경로

현생 인류가 아프리카를 벗어나 세계로 이주하기 이전에 이미 여러 고인류들이 세계 각지에서 생활하고 있었다. 네안데르탈인은 유라시아 서부에서 수렵 채집 생활을 하고 있었고, 시베리아 지역에는 데니소바인이 있었으며, 동아시아 지역에도 호모 에렉투스가 있었다. 인류학은 한때 이들 고인류와 현생 인류 사이에 별다른 연관이 없다고 여겼으나, 인류유전학의 발달과 함께 고인류의 유전체가 분석되면서 고인류와 현생인류 사이의 교배가 있었다는 것이 밝혀졌다. 오늘날 인류의 유전자에는 당시 혼혈에 따른 유전자 이동이 남아있다. 이렇게 현생 인류와 한 동안 공존하던 고인류는 어느 시점에 절멸하였다. 절멸의 이유는 여러 가설이 있으나 아직까지 정확히 밝혀지지 않았다. 과거 네안데르탈인의 절멸에 대해 현생 인류와 경쟁에서 패배하였다는 적자생존식의 주장이 있었으나 최근에 이를 주장하는 경우는 드물다. 그 대신 출산율 감소설과 현생 인류와의 혼혈 과정에서 유전적 쇠퇴 등의 가설이 주목받고 있다. 그러나 이 가설들 역시 확정적이라고 받아들이기엔 부족함이 있다.
빙기와 간빙기가 반복되는 가운데 인류는 추위와 더위 모두에 적응해야 하였다. 비교적 더운 아프리카에 살던 초기 현생 인류는 더위에 적응하기 위해 땀샘을 발달시켰다. 이 덕분에 인간은 그 어떤 동물보다 오랫동안 활동할 수 있게 되었고 초기 인류의 사냥법은 아마도 그저 동물의 뒤를 쫓아다니는 스토킹이었을 것이라고 여겨진다. 대부분의 포유류는 땀샘이 거의 없어 일정 시간 이상 움직이면 체온 상승으로 더 이상 움직이지 못하게 된다. 최종빙기 시기 현생인류는 극심한 추위가 찾아온 유라시아 곳곳까지 이주하였다. 이 과정에서 인류는 추위에도 적응하여야 하였다. 사람은 추위를 느끼면 혈관이 수축되고 갈색지방조직이 활성화되어 열을 내며 털이 꼿꼿해지며 소름이 돋는다. 현생 인류의 추위 적응에는 고인류와의 혼혈이 일정 정도 기여를 한 것으로 추정된다. 극지방에 사는 이누이트는 추위에 적응하여 체내의 지방이 고르게 분산되어 있는데 이는 50만년전 혼혈을 통해 이동된 데니소바인의 유전자 덕분으로 보인다. 한편 오똑한 코 역시 찬공기가 곧바로 폐로 들어가지 않도록 하여 추위를 견딜 수 있게 해 주는데, 이는 네안데르탈인과의 혼혈을 통해 획득한 것으로 보인다.
고인류들과 공존하며 살던 시기 현생 인류 역시 그들과 다르지 않은 구석기 문화를 지니고 있었다. 그러나 최종 빙기 이후 평균 기온이 오르고 해수면이 상승하면서 삶의 터전이 크게 변화하자 현생 인류는 새로운 생존 방식을 찾지 않을 수 없었다. 따듯해진 땅은 초원이 줄어들고 그에 따라 대형 초식 동물 역시 줄어들었고, 이에 따라 사냥감은 그 보다 작은 동물들로 대체되었다. 중석기 시대의 화살촉과 같은 자잘한 석기들은 이러한 변화를 대표하는 유물이다. 이후 인류는 농업을 시작하고 토기를 만들면서 신석기 시대에 접어들게 된다.

## 석기 시대

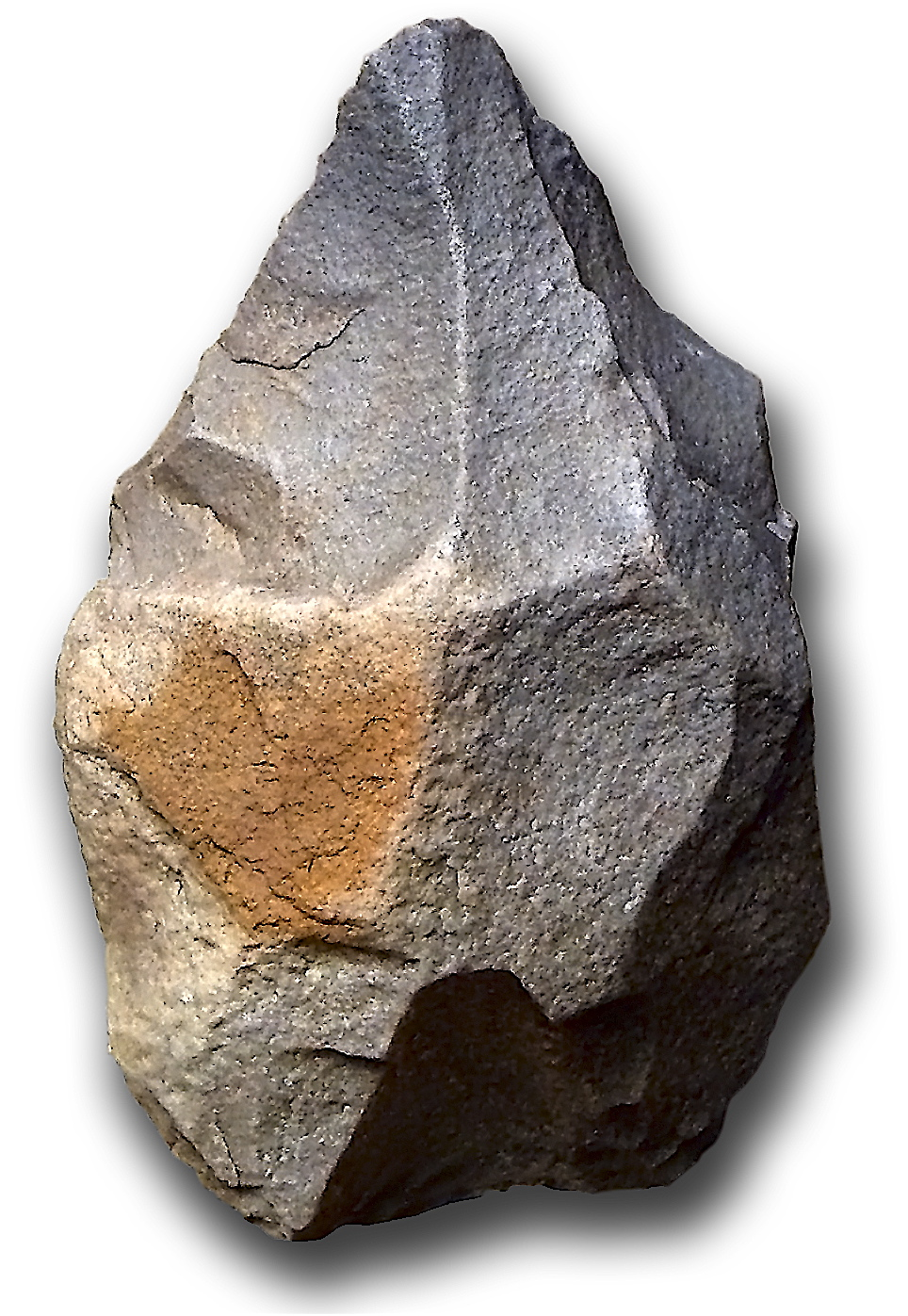
스페인에서 발견된 주먹도끼

1797년 잉글랜드의 존 프레어는 벽돌을 굽기 위한 진흙 구덩이를 파다가 "금속을 사용하지 않은 사람들이 만들고 사용한 석제 무기"와 함께 매머드의 뼈를 발굴하였다. 그는 이를 런던 호고가협회(Society of Antiquaries London)에 보고하였으나, 세상이 신에 의해 약 6천년 전 창조되었다고 믿던 당시 사람들의 종교적 신념때문에 사장되었다. 그러나 지질학의 발전과 함께 지층의 층서와 화석의 관계가 정립되기 시작하면서 세상이 그 동안 생각하던 것보다 훨씬 오래되었다는 사실이 널리 인정되기 시작하였고, 프레어의 발견은 재조명되었다. 1859년 찰스 다윈의 《종의 기원》이 출간되기 직전 지질학자 조지프 프레스트위치와 호고학자 존 에번스는 솜강 유역에서 주먹도끼와 매머드 뼈를 발굴하면서 인간이 아주 오래 전부터 살고 있었음을 증명하였다.:97-110 "역사가 기록되기 이전의 시대에 살았던 사람들의 역사"를 가리킬 용어로 "선사 시대"가 쓰이게 되었다. 다윈의 《종의 기원》 출간 이후 발견된 네안데르탈인은 다른 동식물과 같이 인간 역시 진화의 산물임을 알게 하였다.:117
1820년대 크리스티안 위르겐센 톰센은 금속 도구인 청동기와 철기와 달리 석기만을 사용하던 시기를 석기 시대로 구분하였다. 1865년 존 러벅은 석기 제작 기술의 차이점을 기준으로 구석기 시대와 신석기 시대를 구분하였다. 구석기 시대와 신석기 시대 사이의 전환기에 대해서는 여러 명칭들이 쓰이다가 1947년 비어 고든 차일드가 《유럽 문명의 여명》에서 중석기 시대를 정의한 뒤 점차 일반적인 명칭이 되었다.
석기 시대는 대략 250만년 전에서부터 청동기가 쓰이기 시작한 2천5백 년 - 1천 년 전까지의 시기이다. 연구에 따라서는 330만년 전까지 올려 잡기도 한다. 구석기는 현생 인류인 호모 사피엔스뿐만 아니라 호모 에렉투스나 네안데르탈인과 같은 구인류 역시 사용하였다. 한편 현생 인류는 농업의 시작과 토기의 사용을 특징으로 하는 신석기 문화를 발전시켰다. 비어 고든 차일드는 이를 신석기 혁명이라 불렀다.

### 구석기 시대

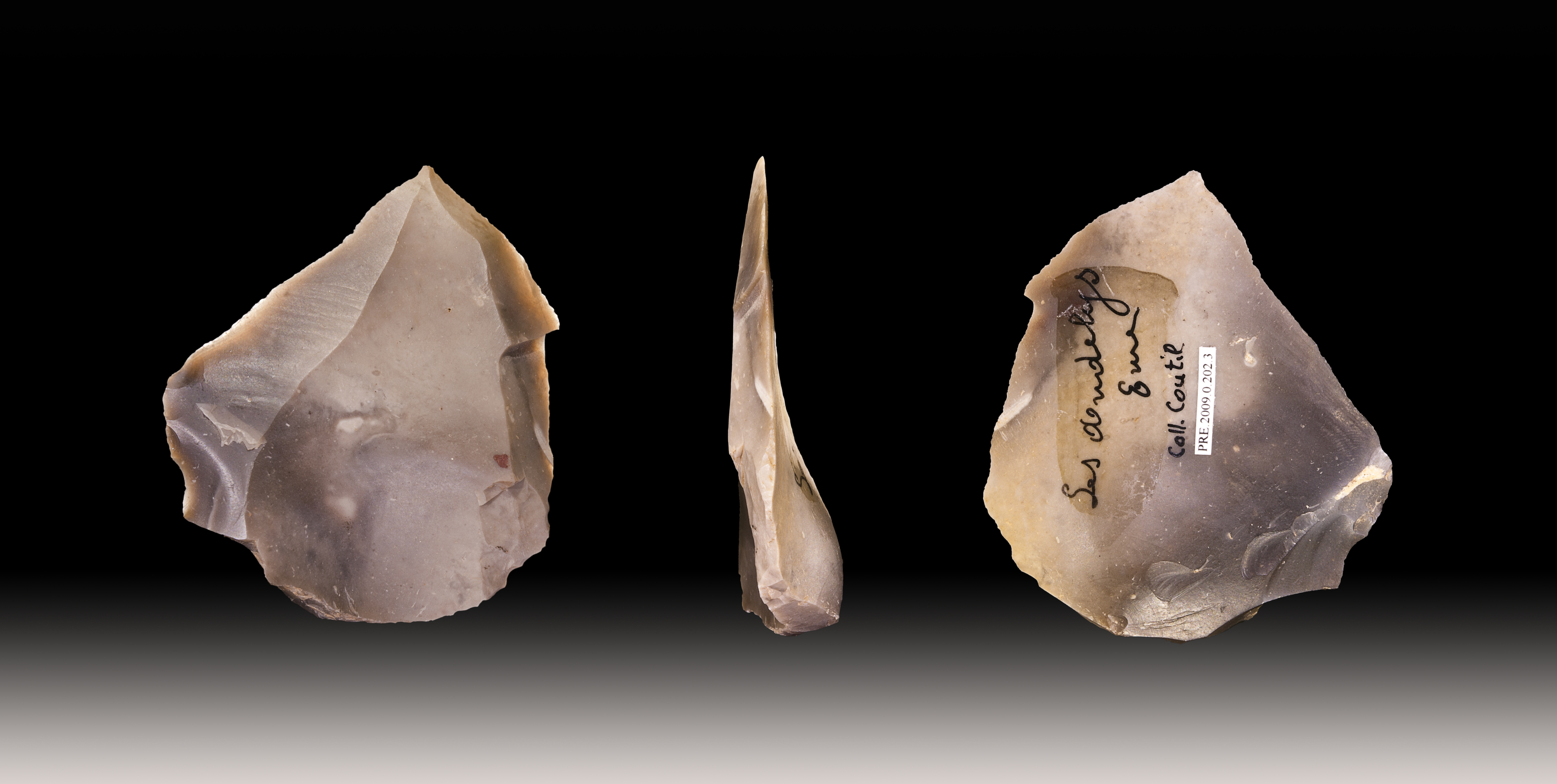
툴루즈 박물관의 뗀석기

호모 하빌리스는 인간만의 특성으로 도구의 사용을 강조하여 이름붙인 고인류이다. 화석과 함께 주먹도끼를 발견하였기 때문이다. 그러나 다양한 동물들이 여러 목적으로 도구를 사용하기 때문에 이를 인간만의 특성으로 내세우는 것은 무리가 있다. 인류 역시 다른 영장류와 분리되기 이전부터 도구를 사용하였을 것이고, 구석기 시대에 들어서도 돌뿐만 아니라 나뭇가지, 각종 풀과 가죽 등의 여러 재료들을 도구로 이용하였다. 그러나 돌이 아닌 다른 재료들은 쉽게 썩기 때문에 오늘날까지 남아있는 유물이 석기인 셈이다. 선사고고학 초창기 톰센이 구분한 석기 시대는 이런 점에서 불완전한 구분이라 할 수 있다. 중부 유럽에서 네안데르탈인들이 30만년 전 사냥을 위해 만든 나무창이 발견되었다. 어쩌면 구석기 시대는 사실 목기 시대이었을 수도 있다.

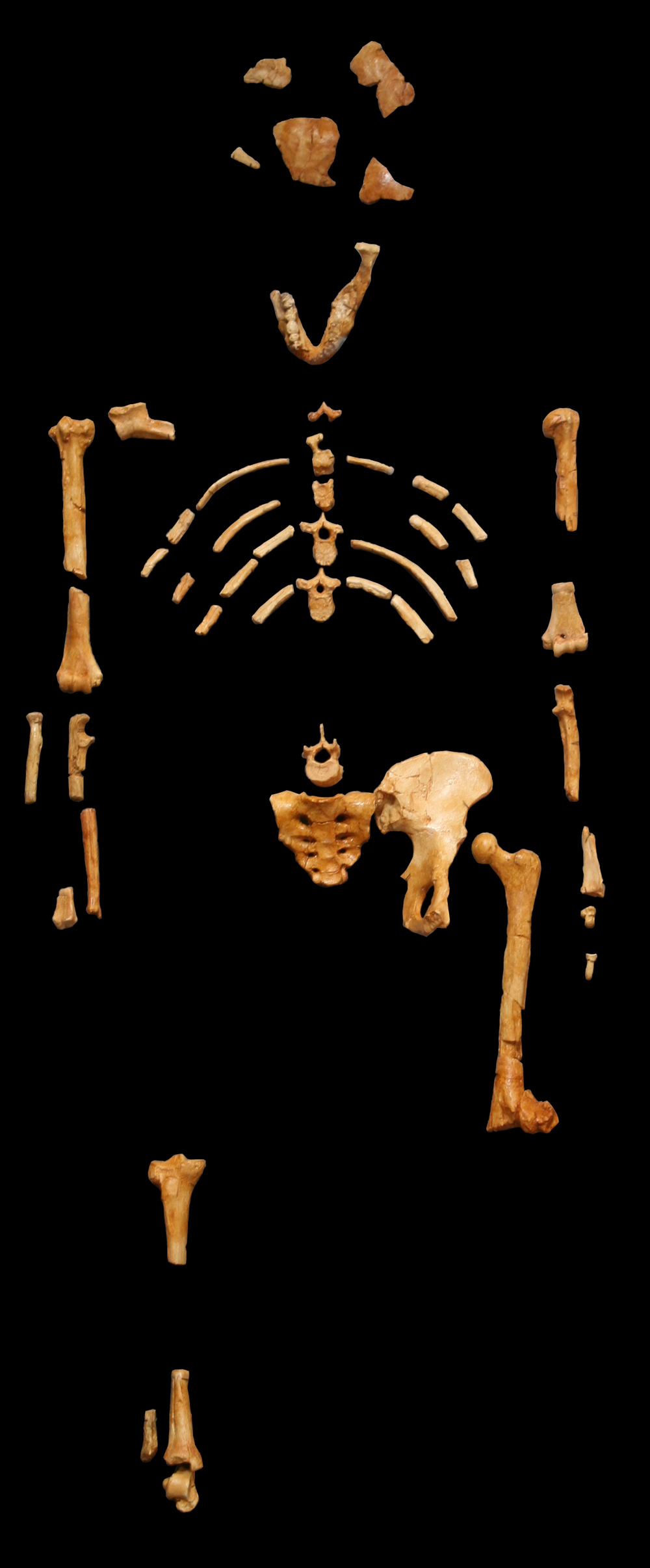
오스트랄로피테쿠스 아파렌시스 "루시"는 발굴자의 고정관념에 영향을 받아 여성으로 여겨져 왔으나 정확한 성별 판정이 어렵다

그러나 구석기 시대 유물 가운데 현재까지 남아있는 것의 대부분은 돌을 가공한 것이다. 구석기 시대의 석기는 돌을 두드리고 깨트려 만든 뗀석기이다. 약 250만년의 선사 시대 대부분이 이런 기준에서 볼 때 구석기 시대로 분류된다. 그러나 그 제작 기법에는 시간의 흐름에 따라 변화가 보인다. 제일 처음 사용된 석기인 주먹도끼의 경우 몸돌을 가공하여 날을 세우고 사용한 반면, 이후 만들어 지는 석기 들은 몸돌에서 떼어낸 박편을 가공하여 돌날, 찍개, 슴베찌르개와 같은 여러 도구를 제작하였다. 3만년 전 무렵부터 먼저 단단한 망치를 이용하여 떼어낸 돌날을 다시 동물의 뿔과 같은 무른 망치를 이용하여 세밀하게 가공하는 기술이 보이고 구석기 시대 말에 시작된 눌러떼기 기법은 신석기 시대까지 이어졌다. 구석기 시대는 매우 오랜 기간을 포괄하기 때문에 보다 세부적인 구분이 필요하다. 대개는 전기 구석기 시대, 중기 구석기 시대, 후기 구석기 시대로 나눈다.
구석기 시대의 사람들은 동물을 사냥하고 어폐류와 식물을 채집하는 수렵 채집 생활을 하였다. 따라서 이들은 보다 풍족한 음식을 위해 끊임 없이 이동하였다. 특히 빙기와 간빙기가 번갈아 찾아오는 동안 지구의 기후는 크게 변화하였기 때문에 이들은 멀리까지 이주할 수 밖에 없었다. 한반도와 동북아시아까지 이주한 초기 인류 역시 이러한 기후 변화에 따라 동남아시아에서 연해주에 이르는 길을 걸었다.
20세기까지만 해도 수렵 채집 생활은 성별에 따른 인류 최초의 분업으로 여겨졌다. 강인한 근육을 가진 남성이 사냥하는 사이 여성은 채집을 주로하였다는 설명이 그것이다. 그러나 최근의 연구 결과 남녀 가리지 않고 모두 사냥에 참가하였다는 점이 밝혀졌다. 기존의 이론은 현대의 가부장제 때문에 남성이 보다 우월할 것이라는 고정관념이 반영된 결과일 뿐이다. 구석기 시대 인류의 유골에서 발견되는 사냥에 따른 부상 흔적을 보더라도 남녀 사이에 유의미한 차이는 없고 시신의 매장 양식 역시 큰 차이가 없다. 사실 인간은 남녀 사이에 성적 이형성이 크지 않아 뼈만 남은 유골의 경우 골반뼈를 제외하면 남녀의 구분이 쉽지 않지만 인류학은 종종 작은 몸집의 유골에 대해서는 여성이라 가정하고 큰 발자국에 대해서는 남성이라 가정하는 편견을 보여왔다.

### 중석기 시대
중석기 시대는 주로 유럽에서 최종빙기가 종료된 이후 갑작스런 온도 상승에 따라 변화한 기후에 적응하기 위해 새로운 사냥 도구를 만들어 쓴 문화를 가리킨다. 대형 초식 동물이 북상하는 초원을 따라 떠나고 중부 유럽이 점차 숲으로 변화하자 사냥 방식은 매머드와 같은 대형 동물을 무리지어 사냥하던 방식에서 보다 작은 동물을 개별적으로 사냥하는 방식으로 바뀌게 되었고 이에 따라 작은 동물을 사냥하기 유리한 돌화살촉이나 물고기를 잡기 위한 찌르개살과 뼈바늘 같은 작고 정교한 도구들을 제작하여 사용하였다. 그러나 이러한 문화는 일부 지역에서만 관찰된다. 한반도는 중석기 유물이 발견되지 않는데, 기후 변화에 따라 중석기를 사용하게 된 사람들이 보다 북쪽의 아무르강 유역으로 이주하였고 한반도의 인구가 급감하였기 때문이라는 설명이 있다.

### 신석기 시대

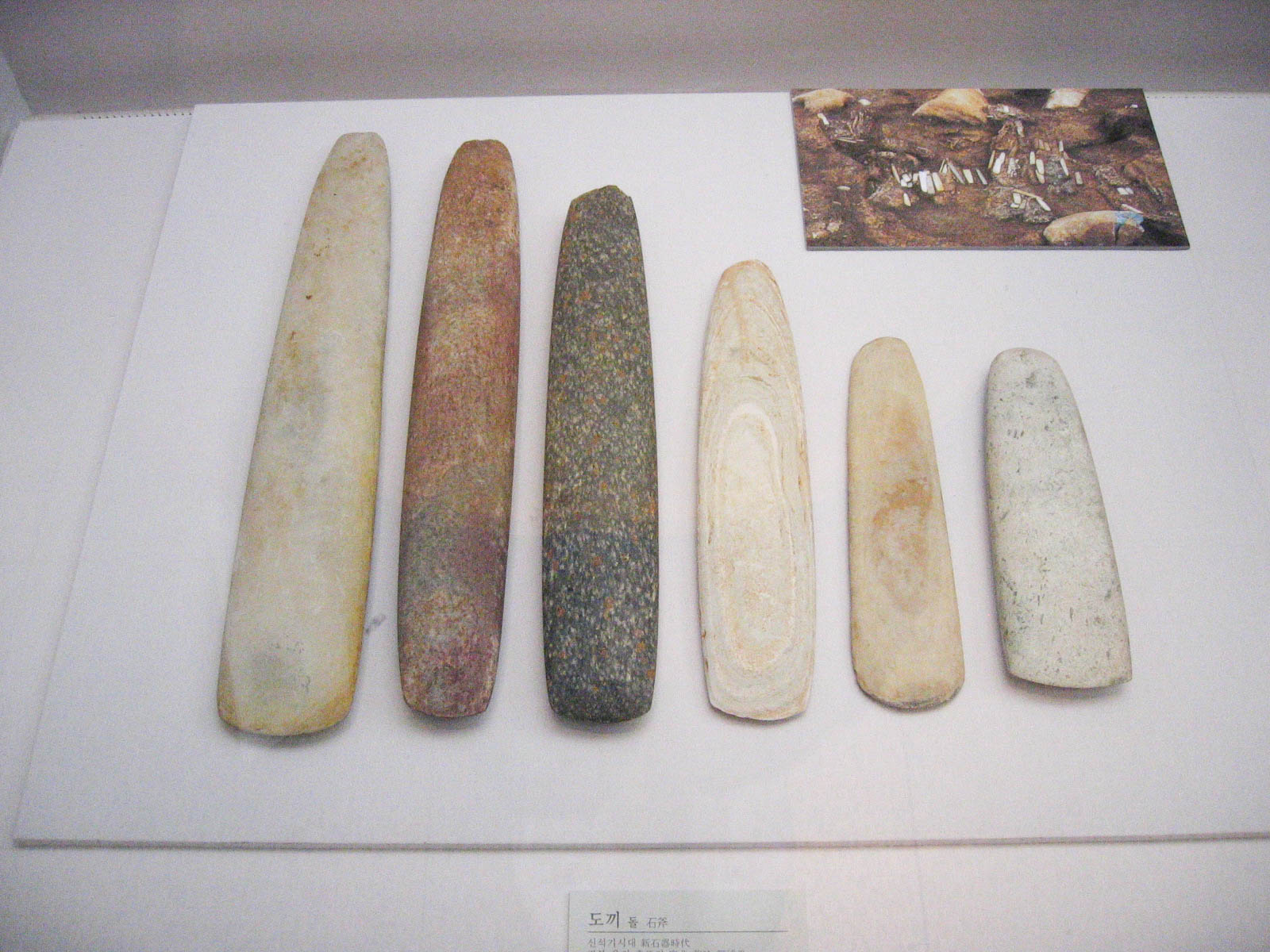
국립중앙박물관의 간돌도끼

1865년 존 러벅은 《선사 시대》에서 뗀석기를 사용하는 구석기 시대와 간석기를 사용하는 신석기 시대를 구분하였다. 러벅이 간석기를 시대 구분의 기준점으로 제시한 것은 톰센의 세 시대 체계를 세분화 한다는 의미를 지닌 것이었으나, 이후 고든 차일드는 석기 제작 방법의 변화보다 생활의 변화에 주목하면서 신석기 혁명이라는 개념을 제시하였다. 최초의 신석기는 최종빙기가 끝난 1만여 년 전 무렵 비옥한 초승달 지대에서 시작되었고 이후 전 세계로 확산되었다. 후기 구석기 무렵 고인류들이 어떤 이유로든 절멸하였기 때문에 신석기 시대는 온전히 현생 인류가 이루어낸 문화이다.
일부 지역에서 있었던 중석기 시대와 같이 신석기 시대 시작 역시 간빙기의 기후 변화가 주된 원인으로 여겨진다. 급격한 기후 변화가 이루어진 12,900년 전 - 11,700년 전의 시기는 한때 유라시아 전역에 서식하였으나 빙하가 후퇴하며 고산 기후에만 살게 된 담자리꽃나무(Dryas octopetala)를 지표 생물로 삼아 영거 드라이아스로 불린다. 이 무렵 동물 가운데 제일 먼저 개가 가축이 되었다. 사람들은 기후 변화로 예전과 같은 삶을 계속할 수 없었다. 구석기 시대의 수렵 채집 생활은 계속해서 이동해야 하는 고단한 삶이었지만 너른 초원을 따라 사는 대형 동물을 사냥하면 손쉽게 영양가 높은 음식을 얻을 수 있었다. 그러나 초원이 사라지고 숲이 생기며 상당수의 거주지는 높아지는 해수면 아래로 잠겨버린 상황은 구석기말 무렵의 인류에게 큰 시련이었을 것이다. 이 무렵 인류의 상당수는 북상하는 초원을 따라 이동하였고 일부는 자신이 살던 지역에 남아 새로운 생활 방식을 찾았다. 초기 곡물은 지금과 달리 매우 보잘것 없는 영양을 제공하였을 뿐이고 동물 역시 대형 초식 동물은 사라지고 산양과 같은 작은 것들이 남았을 뿐이었지만 한편으로는 농업을 시작하고 또 한편으로는 가축을 기르면서 새로운 정착 문화를 시작하게 되었다. 한반도의 경우 구석기의 종말과 신석기의 시작 사이에는 제법 큰 간극이 있다. 이에 대해서는 한때 육지였던 황해와 한반도에 살던 사람들이 초원을 쫓아 북상하여 남아있는 인구가 급감하였기 때문이라는 설명이 있다.

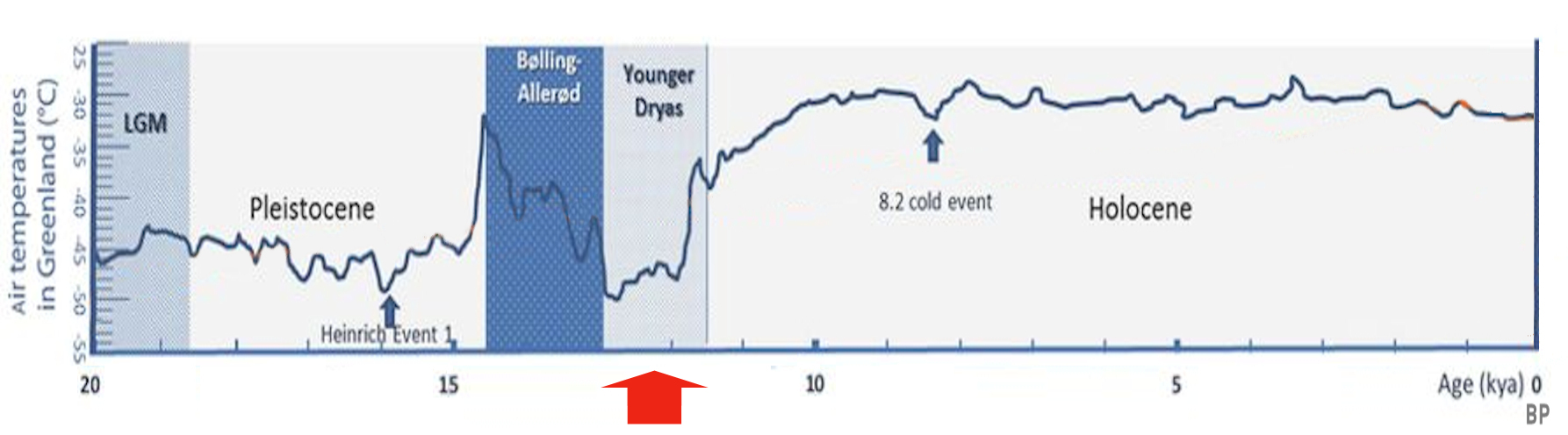
그린란드 얼음 코어 프로젝트가 분석한 기후 변화 그래프는 마지막 빙기의 극대기 동안 매우 낮았던 기온이 홀로세에 들어 급격히 상승하였다는 것을 보여준다.

신석기 시대는 인간이 동식물을 순화하여 농업과 가축의 사육을 시작한 시기이다. 인간의 손에 의해 많은 동식물이 생물학적 변화를 겪었다. 밀의 입장에서 씨앗에 과도한 영양을 축적하는 것은 불필요한 에너지 낭비일 수 있지만, 인간은 되도록 알찬 씨앗을 원하기 마련이다. 그 결과 수십 세대에 걸쳐 품종개량된 밀은 야생의 근연종과 달리 인간의 손길 없이는 더 이상 생존할 수 없는 상태가 되었지만, 인간은 잡초를 제거하고 밀의 생장을 촉진하여 더 많은 씨앗을 남길 수 있게 하였다. 대다수 식물들은 천적으로부터 자신을 지키기 위해 독을 생성한다. 예를 들어 강낭콩류는 몸에 독성 물질인 렉틴을 축적한다. 인간은 품종개량을 통해 강낭콩의 독성을 완화시키는 한편 끓이고 삶는 조리법을 개발하여 식물의 독성을 제거하여 먹는 방법을 익혔다.:153-155 가축 역시 순화되면서 길들여진 동물 특유의 특징을 보이게 된다. 몸집은 좀 더 작아지고 성격은 온순해 지며 털색도 야생종의 것과는 다른 모습을 보이게 되었다.
농업의 시작과 정착 생활은 인간 스스로에게도 많은 변화를 가져왔다. 우선 주로 사냥을 통해 음식을 얻던 시기에는 없었던 충치가 생겼다. 입안에 남은 탄수화물을 영양분으로 삼는 충치 원인균이 크게 증가하였기 때문이다. 최근 신석기 시대 유적의 발굴 결과는 농업 이전에 이미 도시가 발달한 흔적이 보이긴 하지만 상시적인 정착 거주 문화는 농업과 함께 본격화 되었다. 많은 인구가 한 지역에 밀집하여 사는 것이 꼭 유리하기만 한 것은 아니다. 지역에서 생산할 수 있는 식량의 규모는 제한되어 있기 때문에 급격한 기후 변화 등으로 생산량이 줄어들면 사회의 붕괴로 이어질 수도 있다. 또한 인구 과밀은 전염병의 유행에도 취약하다. 이 때문에 신석기 시대 최소 두 차례의 소빙기를 맞으며 세계 각지의 초기 거주지들은 신석기 쇠퇴와 같은 위기를 맞았다.

## 동기 시대
인간이 실용적인 도구로 사용한 최초의 금속은 구리이다. 납이나 주석과 같이 비교적 낮은 온도에서 녹는 금속도 있으나 이들은 쉽게 구부러지거나 부서져 도구로 사용하기에 알맞지 않다. 반변 구리의 녹는점은 1,083 ℃로 비교적 높지만 부서지지 않고 단단하여 도구로 사용하기 알맞다. 이미 1만년 전 무렵 북아메리카에서 구리로 된 화살촉을 사용하였다. 그러나 구리 자체만으로 도구를 사용한 것은 북아메리카와 아일랜드 등의 극히 일부 지역으로 한정된다. 구리 자체보다는 주석을 섞은 청동이 오히려 875~994℃의 비교적 낮은 온도에서 녹기 때문에 유라시아와 아프리카에서는 청동이 주된 도구로 사용되었다.

## 청동기 시대

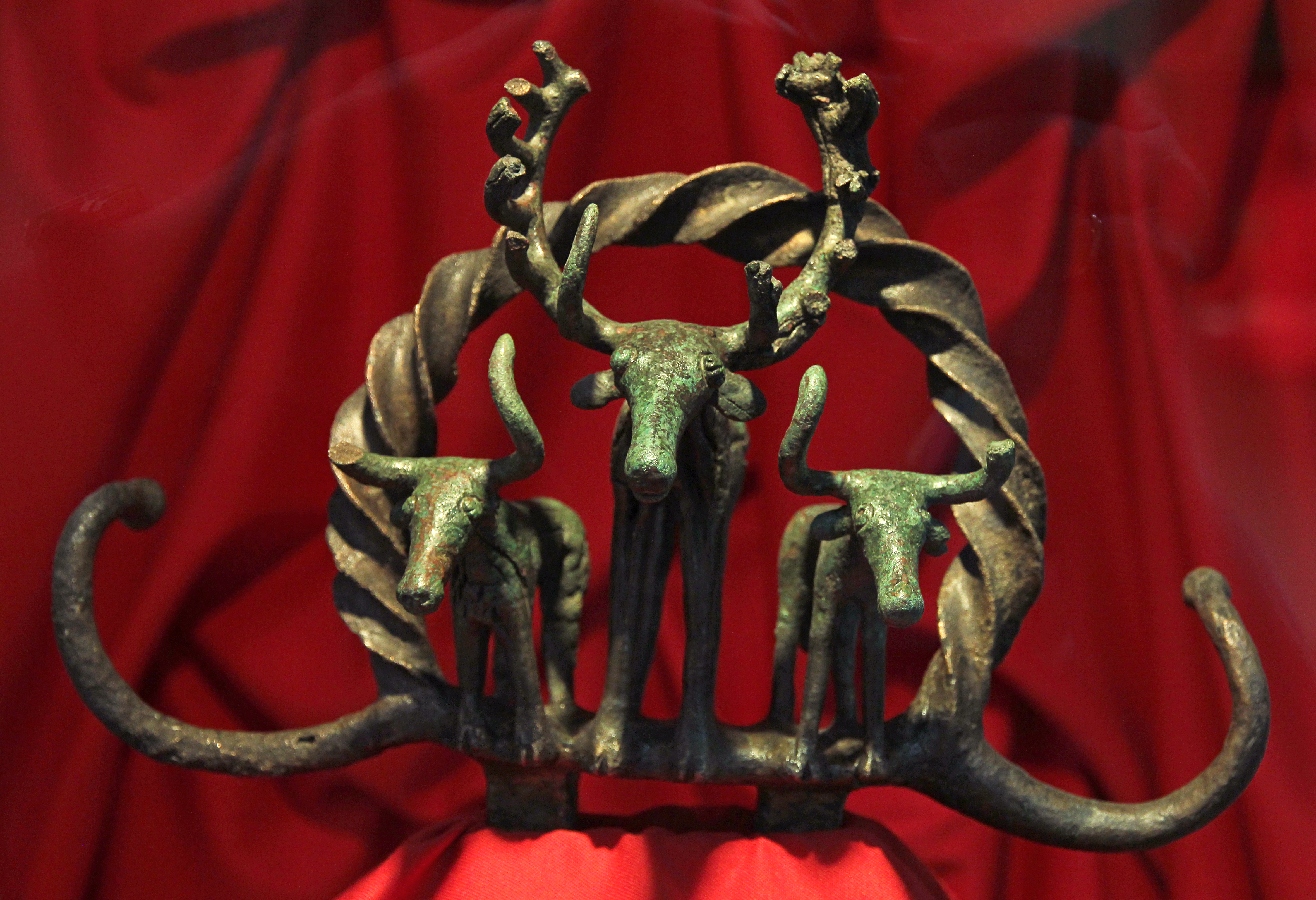
알라카회위크에서 발굴된 청동기 유물

청동기 시대는 이전의 석기 시대와 비교하여 커다란 문화적 차이를 보인다. 금속은 석기와 달리 제련과 가공을 위한 전문적인 지식이 필요하다. 금속 도구의 출현은 그 자체로 사회가 이미 고도의 분업 체계를 갖추었음을 보인다. 청동기 장인의 출현으로 사회 구조는 농업과 수공업의 분리가 이루어졌다. 지금까지 알려진 가장 이른 금속 도구의 사용은 튀르키예 아나톨리아고원의 차이외뉘 유적으로 기원전 7,200년 전으로 거슬러 올라가는 구리 장신구가 출토되었다. 1천 ℃에 가까운 고열을 다루는 일은 현대에서도 전문적 지식이 없이는 불가능한 일이어서 청동기 장인은 인류 최초의 전문가라 할 수 있다. 청동기는 용도에 따라 합금의 비율을 의도적으로 달리하였다. 또렷한 상을 맺는 것이 중요한 청동거울의 경우 주석의 합금 비율은 20% 가량이었고 무기로서의 기능을 중요하게 여기는 청동검의 경우 5 - 20%의 주석 함량을 보인다.
고대 이집트나 메소포타미아에서는 약 6천년 전 무렵부터 청동기가 사용되었으나 동아시아 지역은 이보다 늦어 중국의 경우 약 4천년 전, 한국의 경우 약 3천5백년 전 무렵부터이다.:28 청동은 높은 고열을 처리하는 전문적 기술이 필요하고 재료 또한 쉽게 구할 수 없는 것이어서 무엇보다 권력자를 위한 도구였다. 청동기 시대에도 일상 생활과 농업을 위한 도구는 돌과 나무로 만들어졌다.
청동기 시대에 들면서 일부 지역은 문자를 사용하기 시작하여 역사 시대로 진입하였다. 고대 이집트와 메소포타미아에서는 기원전 3500년에서 기원전 3200년부터 문자가 사용되었고, 고대 중국 역시 기원전 1200년 무렵부터 문자가 사용되었다. 이 역시 지배 권력의 등장과 통치 강화를 보여준다. 그러나 청동기 문화 역시 지역별 편차를 보인다. 일부 지역에서 이미 고대 국가가 시작되는 동안 다른 지역의 정치 체제는 그 보다 훨씬 느슨하였다. 한반도의 경우 고인돌을 세우고 청동기를 부장품으로 매장한 지배자는 분명 피지배 계층에 비해 강한 권력을 가지고 있었지만 그 영향력은 후대의 신분제 사회에 비교하여 비교적 적었을 것으로 보인다. 한반도에서 이후 고대 사회가 보이는 확고한 세습적 신분제의 정착까지는 적어도 1천년 이상의 완만한 변화가 이어졌을 것이다. 고조선은 스스로의 기록을 남기지는 않았으나 이웃한 중국의 역사서에 그 존재를 확인할 기록이 남아있다.

## 철기 시대

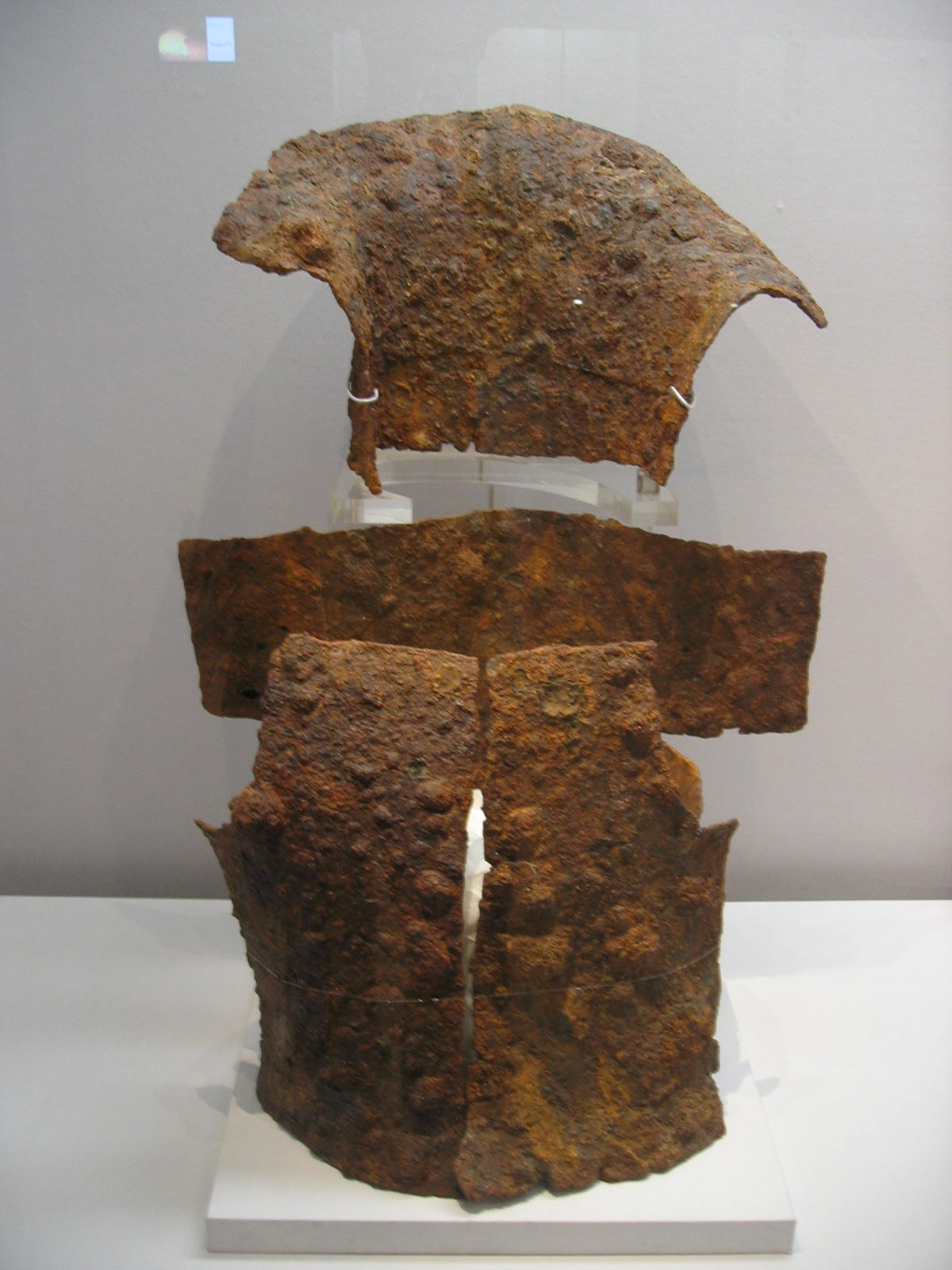
국립중앙박물관의 신라 시대 철제 갑옷

철기 시대는 유라시아와 아프리카의 많은 지역이 이미 역사 시대로 진입한 시기였다. 고대 로마는 청동기 시대부터 있던 이탈리아의 수 많은 부족들 가운데서 시작하였지만 철기 시대에 이르러 이탈리아반도를 넘어 유럽의 각지로 세력을 넓히며 로마 제국을 이루었다.
시대 구분에서 밝힌 바와 같이 각 지역의 선사 시대 문화 발달은 일률적이지 않다. 그레이트 짐바브웨는 짐바브웨 왕국의 옛 수도로 11세기 무렵 철기 문화를 보인다. 이 도시를 세운 사람들은 기록을 남기지 않았지만 다른 여러 지역과 교류하며 번성하였다.
중국에서는 한나라가 주변 지역을 제압하며 제국이 되었고 고조선은 이 과정에서 패망하여 한사군이 설치되기도 하였다. 고조선의 패망과 한사군의 설치는 철기 유입에 큰 영향을 주었다. 대동강 유역에서 발견되는 낙랑군의 고분은 당시 다른 지역의 고분들과 확연히 다른 양식을 취하고 있고 유물 역시 후한과 직접적인 관련을 보여주고 있어 이 지역에 낙랑군이 실제하였음을 보여주는 중요한 유적이다. 낙랑고분에서는 다수의 철기가 함께 발견되었는데 당시 한반도의 이남은 아직 철기가 도입되기 전이었다. 이후 낙랑식 유물은 북한강과 춘천 등지까지 전파되면서 한반도에 철기 도입을 촉진하였다.
철기 시대에 이르러 유라시아와 아프리카의 여러 지역에 고대 국가가 수립되고 문자의 보급이 이루어지면서 각지의 역사가 기록되기 시작하였다. 한반도의 경우 철기 시대 후기에 들어 원삼국시대의 각 세력들이 성장하였고 이후 삼국시대로 이어진다.

## 지역별 선사 시대

### 아프로·유라시아 대륙
- 아프리카의 선사 시대
  - 이집트 선왕조
  - 북아프리카 중앙의 선사 시대
- 아시아의 선사 시대
  - 동아시아
    - 일본의 구석기 시대
    - 중국의 선사 시대
    - 타이의 선사 시대
    - 한국의 선사 시대

  - 남아시아
    - 남아시아의 석기 시대
    - 스리랑카의 선사 시대

  - 중앙아시아의 선사 시대
  - 시베리아의 선사 시대
  - 남서아시아
    - 오리냐크 문화
    - 나투피안 문화
    - 우바이드
    - 우루크기
    - 고대 근동

  - 코카서스의 선사 시대
    - 아르메니아의 선사 시대

  - 유럽의 선사 시대
    - 유럽의 구석기 시대
    - 유럽의 신석기 시대
    - 유럽의 청동기 시대
    - 유럽의 철기 시대
    - 아틀랜틱 유럽
      - 브리튼의 선사 시대
      - 아일랜드의 선사 시대
      - 이베리아의 선사 시대

    - 남동유럽의 선사 시대

### 아메리카 / 오세아니아 대륙
- 콜럼비아 이전의 시대
- 오스트레일리아의 선사 시대

## 같이 보기
- 석기 시대
- 청동기 시대
- 철기 시대